# 포토플레이

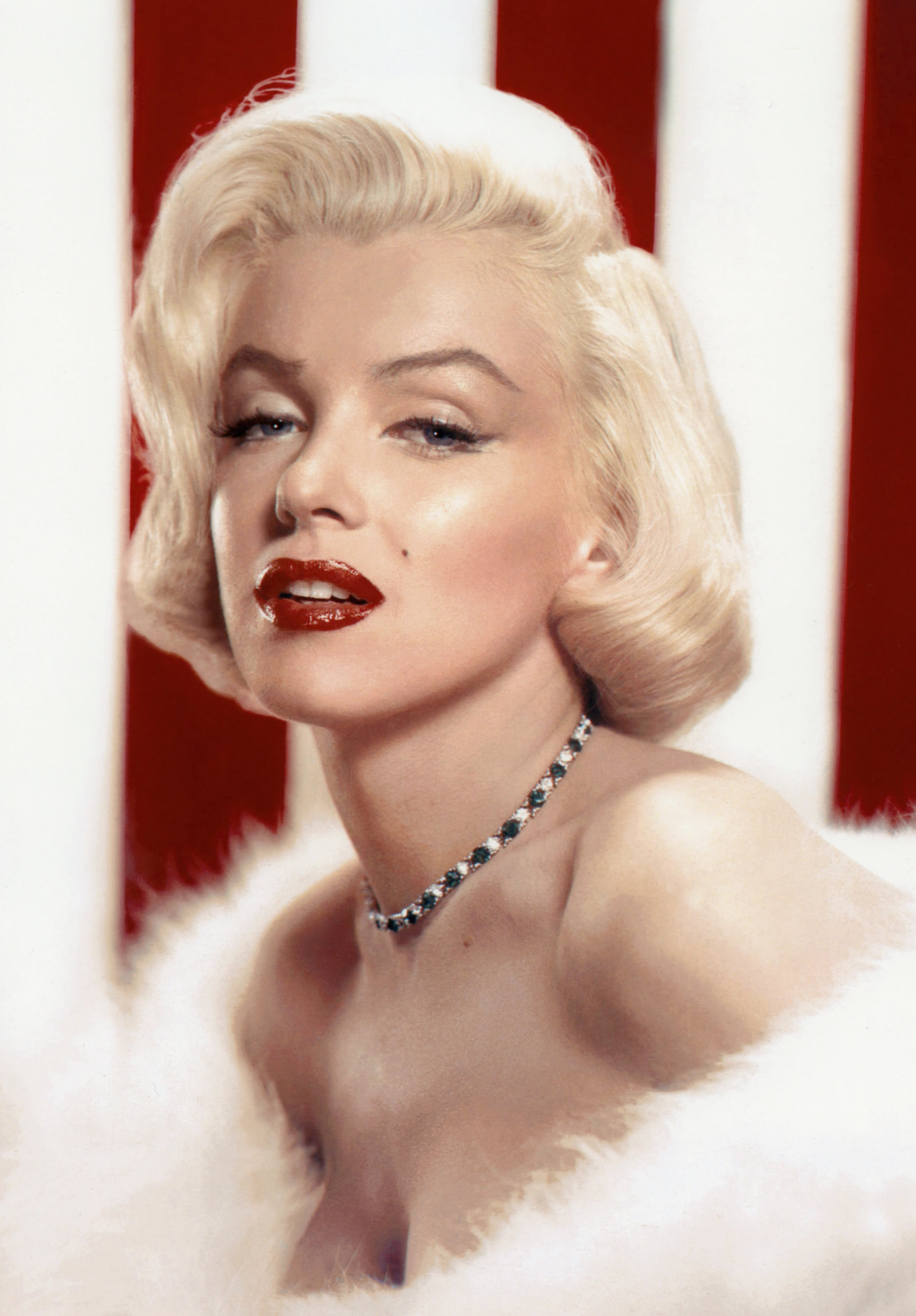
마릴린 먼로의 1953년 11월호 포토플레이 표지

포토플레이(Photoplay)는  미국 최초의 영화 팬 잡지 중 하나로, 각본을 뜻하는 또 다른 단어이다. 1911년 시카고에서 창간되었다. 초기 편집자인 줄리안 존슨과 제임스 R. 쿼크의 지휘 아래 스타일과 도달 범위 면에서 팬 잡지의 페이스세터가 되었다. 1921년 포토플레이는 최초의 중요한 연례 영화상으로 여겨지는 상을 제정했다. 대부분의 기간 동안 이 상은 맥패든 출판사에 의해 발행되었다. 이 잡지는 1980년에 발행을 중단했다.